# گئورگه ناگی
گئورگه ناگی (رومانیایی: Gheorghe Naghi؛ ‏ تلفظ رومانیایی: [ˈɡe̯orɡe ˈnaɡʲ]؛ ‏ ۱۸ اوت ۱۹۳۲ – ۱۰ مارس ۲۰۱۹) کارگردان فیلم و بازیگر اهل رومانی بود.

## گزیده فیلم‌شناسی
از فیلم‌ها یا مجموعه‌های تلویزیونی که وی در آن‌ها نقش داشته‌است، می‌توان به بادبان‌های برافراشته و تلگرام اشاره نمود.